# Neofaculta
Neofaculta is een geslacht van vlinders van de familie tastermotten (Gelechiidae).

## Soorten
- N. confidella (Rebel, 1936)
- N. ericetella

Heidepalpmot Geyer, 1832
- N. infernella

Bosbespalpmot (Herrich-Schäffer, 1854)
- N. quinquemaculella (Bruand, 1859)